# Ядерна енергетика Узбекистану
У 2010 році атомна енергетика в Узбекистані виробила 0% від загального обсягу електроенергії, виробленої в країні, на даний момент немає діючих комерційних реакторів, але будівництво першого реактора знаходиться на попередній стадії обговорення.

## Видобуток урану
Узбекистан є виробником урану, щороку виробляється близько 2500 тонн; його історичне виробництво станом на 2006 рік становить 28 069 т. Він має ресурси урану, кількісно оцінені як 96 200 т урану за <130 $ / кг у «Червоній книзі» 2007 року

## Перелік реакторів
| Назва                    | Блок №. | Реактор | Реактор   | Статус      | Чиста потужність (MW) | Початок будівництва | Комерційне використання | Закриття |
| Назва                    | Блок №. | Тип     | Модель    | Статус      | Чиста потужність (MW) | Початок будівництва | Комерційне використання | Закриття |
| ------------------------ | ------- | ------- | --------- | ----------- | --------------------- | ------------------- | ----------------------- | -------- |
| АЕС у Джизацькій області | 1       | PWR     | ВВЕР-1200 | Заплановано | 1200                  |                     |                         |          |
| АЕС у Джизацькій області | 2       | PWR     | ВВЕР-1200 | Заплановано | 1200                  |                     |                         |          |

## Зовнішні посилання
- IAEA - Nuclear Power Reactors in the World, 2018 (PDF) (англ.).
- Emerging Nuclear Energy Countries (англ.).
- (англ.) База даних усіх реакторів світу